# UFC 21
UFC 21: Return of the Champions è stato un evento di arti marziali miste organizzato dall'Ultimate Fighting Championship il 16 luglio 1999 al Five Seasons Events Center a Cedar Rapids, Iowa. L'evento è stato visto dal vivo in pay per view negli Stati Uniti e successivamente pubblicato su home video.

## Retroscena
L'evento UFC 21 segnò una sostanziale evoluzione nel regolamento dei tornei UFC: tutti i round vennero impostati a 5 minuti l'uno, gli incontri preliminari vennero regolati al meglio dei due round, gli incontri della card principale al meglio dei tre round e gli incontri per il titolo al meglio dei cinque round; venne introdotto il sistema di punteggio al meglio dei 10 punti per round, sistema già utilizzato nel pugilato, per giudicare i combattimenti invece che ogni giudice si limiti a dichiarare la propria scelta del combattente. Vengono assegnati 10 punti per i combattenti che vincono il round, 6-9 punti per il combattente che perde il round. I punti vengono assegnati per il controllo dell'Ottagono, i colpi efficaci, le prese/quasi sottomissioni e l'aggressività.
Durante l'evento, è stato annunciato che Campione dei pesi medi UFC Frank Shamrock avrebbe difeso il suo titolo a UFC 22 contro l'astro nascente Tito Ortiz

## Risultati
- Incontro categoria Pesi Massimi:  Travis Fulton contro  David Dodd

Fulton sconfisse Dodd per decisione unanime.
- Incontro categoria Pesi Massimi:  Andre Roberts contro  Ron Waterman

Roberts sconfisse Waterman per KO (pugno) a 2:51 del primo round.
- Incontro categoria Pesi Medi:  Eugene Jackson contro  Royce Alger

Jackson sconfisse Alger per KO (pugno) a 1:17 del secondo round.
- Incontro categoria Pesi Massimi:  Tsuyoshi Kosaka contro  Tim Lajcik

Kosaka sconfisse Lajcik per KO Tecnico (stop dall'angolo) a 5:00 del secondo round.
- Incontro categoria Pesi Medi:  Paul Jones contro  Flavio Luiz Moura

Jones sconfisse Moura per sottomissione (strangolamento da dietro) a 4:21 del primo round.
- Incontro categoria Pesi Medi:  Jeremy Horn contro  Daiju Takase

Horn sconfisse Takase per KO Tecnico (pugni) a 4:42 del primo round.
- Incontro per il titolo dei Pesi Leggeri:  Pat Miletich (c) contro  André Pederneiras

Miletich sconfisse Pederneiras per KO Tecnico (stop medico) a 2:20 del secondo round e divenne il nuovo campione dei pesi leggeri, poi rinominati in "pesi welter".
- Incontro categoria Pesi Massimi:  Maurice Smith contro  Marco Ruas

Smith sconfisse Ruas per KO Tecnico (stop dall'angolo) a 5:00 del primo round.